# André Rausch
Pour les articles homonymes, voir Rausch.
André Rausch, né le 30 juin 1900 à Bliesbruck et mort le 29 octobre 1976 à Sarreguemines, est un homme politique français.

## Biographie
André Rausch est né le 30 juin 1900 à Bliesbruck en Moselle. Il fait ses études secondaires au collège Saint-Augustin de Bitche puis au lycée de Sarreguemines et à la faculté de droit de Strasbourg en 1920 où il obtient une licence.
En 1927, il commence sa carrière d'avocat au barreau de Sarreguemines.

## Détail des fonctions et des mandats
Mandat parlementaire
Maire de Sarreguemines du 6 décembre 1944 au 7 octobre 1945
- 8 décembre 1946 - 7 novembre 1948 : Sénateur de la Moselle